# اختراع الكذب (فلم)
اختراع الكذب (بالإنجليزية: The Invention of Lying) هو فيلم رومانسي خيالي كوميدي أمريكي تم إنتاجه في سنة 2009 وهو من إخراج ريكي جيرفيه وماثيو روبنسون وبطولة ريكي جيرفيه و جينيفر غارنر وجونا هيل ولويس سي.كي. وتينا فاي، الفيلم يحاكي عالم لا يوجد أي كذب فيه، حيث يظهر الأطباء يقولون لمرضى أن لا أمل لهم بالنجاة، ثم يتم اختلاق دين لأجل اخبارهم بامل وجود حياة ثانية.

## روابط خارجية
- مقالات تستعمل روابط فنية بلا صلة مع ويكي بيانات